# Softball aux Jeux mondiaux de 2022
Navigation
Cali 2013 Chengdu 2025
Le tournoi féminin de Softball  des Jeux mondiaux de 2022 a lieu du 9 au 13 juillet 2022 dans l'enceinte du Hoover Met Stadium au sein de l'université de Birmingham.
Le softball, présent aux Jeux olympiques 2020, fait son retour aux Jeux mondiaux après la dernière édition en 2013.
La compétition fait aussi office de Championnat du monde

## Organisation
Au total, 8 équipes participent au tournoi de softball.
Une nation européenne est qualifiée en remportant le Championnat d'Europe de softball 2020, en l’occurrence l'équipe italienne qui s'est imposée face aux Pays-Bas. Les sept autres équipes sont qualifiées selon leur classement mondial.
En mars 2022, la Chine déclare forfait en raison des restrictions de voyage liées à la pandémie de Covid-19 mises en place par le gouvernement chinois ; c'est l'équipe de Porto Rico qui assure le remplacement et prend part à la compétition.

## Compétition

### Tour préliminaire
- En gras, qualifié pour les demi-finales

|   | Équipe         | J | V | D | RP | RC | +/- | %     |
| - | -------------- | - | - | - | -- | -- | --- | ----- |
| 1 | États-Unis     | 3 | 3 | 0 | 23 | 2  | +21 | 1,000 |
| 2 | Taipei chinois | 3 | 2 | 1 | 13 | 12 | +1  | 0,667 |
| 3 | Canada         | 3 | 1 | 2 | 16 | 23 | -7  | 0,333 |
| 4 | Italie         | 3 | 0 | 3 | 5  | 20 | -15 | 0,000 |

| 9 juillet  | Taipei chinois | 9 | 4  | Canada         |
| 10 juillet | Italie         | 4 | 10 | Canada         |
| 10 juillet | États-Unis     | 6 | 0  | Italie         |
| 10 juillet | Taipei chinois | 0 | 7  | États-Unis     |
| 11 juillet | Italie         | 1 | 4  | Taipei chinois |
| 11 juillet | Canada         | 2 | 10 | États-Unis     |

|   | Équipe     | J | V | D | RP | RC | +/- | %     |
| - | ---------- | - | - | - | -- | -- | --- | ----- |
| 1 | Japon      | 3 | 3 | 0 | 22 | 1  | +21 | 1,000 |
| 2 | Australie  | 3 | 2 | 1 | 12 | 10 | +2  | 0,667 |
| 3 | Porto Rico | 3 | 1 | 2 | 3  | 10 | -7  | 0,333 |
| 4 | Mexique    | 3 | 0 | 3 | 1  | 17 | -16 | 0,000 |

| 9 juillet  | Porto Rico | 3 | 1  | Mexique    |
| 9 juillet  | Australie  | 1 | 10 | Japon      |
| 10 juillet | Mexique    | 0 | 6  | Japon      |
| 10 juillet | Porto Rico | 0 | 3  | Australie  |
| 11 juillet | Australie  | 8 | 0  | Mexique    |
| 11 juillet | Japon      | 6 | 0  | Porto Rico |

### Match de classement
|  | Matches de classement | Matches de classement |                        |   | Match pour la 5e place | Match pour la 5e place |
|  | Matches de classement | Matches de classement |                        |   | Match pour la 5e place | Match pour la 5e place |
|  |                       |                       |                        |   |                        |                        |
|  | 12 juillet            | 12 juillet            |                        |   | 13 juillet             | 13 juillet             |
|  | 12 juillet            | 12 juillet            |                        |   | 13 juillet             | 13 juillet             |
|  | Canada                | 8                     |                        |   | 13 juillet             | 13 juillet             |
|  | Canada                | 8                     |                        |   | 13 juillet             | 13 juillet             |
|  | Mexique               | 1                     |                        |   | 13 juillet             | 13 juillet             |
|  | Mexique               | 1                     | Canada                 | 0 |                        |                        |
|  | 12 juillet            |                       | Canada                 | 0 |                        |                        |
|  |                       | Porto Rico            | 1                      |   |                        |                        |
|  | Porto Rico            | Porto Rico            | 1                      | 7 |                        |                        |
|  | Porto Rico            |                       |                        | 7 |                        |                        |
|  | Italie                | 0                     |                        |   |                        |                        |
|  | Italie                | 0                     | Match pour la 7e place |   |                        |                        |
|  |                       |                       |                        |   |                        |                        |
|  | 13 juillet            |                       |                        |   |                        |                        |
|  |                       |                       |                        |   |                        |                        |
|  | Mexique               | 1                     |                        |   |                        |                        |
|  | Mexique               | 1                     |                        |   |                        |                        |
|  | Italie                | 4                     |                        |   |                        |                        |
|  | Italie                | 4                     |                        |   |                        |                        |

### Phase finale
|  | Demi-finales   | Demi-finales |                        |   | Finale     | Finale     |
|  | Demi-finales   | Demi-finales |                        |   | Finale     | Finale     |
|  |                |              |                        |   |            |            |
|  | 12 juillet     | 12 juillet   |                        |   | 13 juillet | 13 juillet |
|  | 12 juillet     | 12 juillet   |                        |   | 13 juillet | 13 juillet |
|  | Japon          | 7            |                        |   | 13 juillet | 13 juillet |
|  | Japon          | 7            |                        |   | 13 juillet | 13 juillet |
|  | Taipei chinois | 0            |                        |   | 13 juillet | 13 juillet |
|  | Taipei chinois | 0            | Japon                  | 2 |            |            |
|  | 12 juillet     |              | Japon                  | 2 |            |            |
|  |                | États-Unis   | 3                      |   |            |            |
|  | États-Unis     | États-Unis   | 3                      | 5 |            |            |
|  | États-Unis     |              |                        | 5 |            |            |
|  | Australie      | 0            |                        |   |            |            |
|  | Australie      | 0            | Match pour la 3e place |   |            |            |
|  |                |              |                        |   |            |            |
|  | 13 juillet     |              |                        |   |            |            |
|  |                |              |                        |   |            |            |
|  | Taipei chinois | 6            |                        |   |            |            |
|  | Taipei chinois | 6            |                        |   |            |            |
|  | Australie      | 0            |                        |   |            |            |
|  | Australie      | 0            |                        |   |            |            |

### Classement final
| Rang               | Équipe         |
| ------------------ | -------------- |
| Médaille d'or      | États-Unis     |
| Médaille d'argent  | Japon          |
| Médaille de bronze | Taipei chinois |
| 4                  | Australie      |
| 5                  | Porto Rico     |
| 6                  | Canada         |
| 7                  | Italie         |
| 8                  | Mexique        |

## Médaillés
| Épreuves        | Or | Argent | Bronze |
| --------------- | --- | --- | --- |
| Tournoi féminin | États-Unis- Ally Carda - Charla Echols - Haylie Mccleney - Kinzie Hansen - Jailyn Ford - Monica Abbott - Michelle Moultrie - Taylor Pleasants - Amanda Lorenz - Janae Jefferson - Megan Faraimo - Dejah Mulipola - Hannah Flippen - Montana Fouts - Bubba Nickles | Japon- Sakura Miwa - Kanna Kudo - Yuka Ichiguchi - Kyoko Ishikawa - Yui Sakamoto - Nodoka Harada - Ayane Nakagawa - Hitomi Kawabata - Minori Naito - Yamato Fujita - Misaki Katsumata - Urara Fujimoto - Yume Kiriishi - Haruka Agatsuma - Miu Goto | Taipei chinois- Shen Chia-Wen - Ke Hsia-Ai - Li Szu-Shih - Lin Feng-Chen - Ko Chia-Hui - Tsai Chia-Chen - Ho Yi-Fan - Lin Chih-Ying - Liu Hsuan - Chiu An-Ju - Chiang Ting-En - Yang Yi-Ting - Chen Chia-Yi - Chang Chia-Yun - Tu Ya-Ting |